# Nealcidion pulchrum
Nealcidion pulchrum är en skalbaggsart som först beskrevs av Bates 1880.  Nealcidion pulchrum ingår i släktet Nealcidion och familjen långhorningar. Inga underarter finns listade i Catalogue of Life.